# پمبروک، انتاریو
پمبروک (به انگلیسی: Pembroke) یک سکونتگاه مسکونی در کانادا است که در شهرستان رنفرو واقع شده‌است.

## خصوصیات
پمبروک ۱۴٫۳۵ کیلومترمربع مساحت و ۱۶٬۱۴۶ نفر جمعیت دارد و ۱۳۰ متر بالاتر از سطح دریا واقع شده‌است.